# Cephalanthera renzii
Cephalanthera renzii är en orkidéart som beskrevs av Brigitte Baumann och Al. Cephalanthera renzii ingår i släktet skogsliljor, och familjen orkidéer. Inga underarter finns listade i Catalogue of Life.